# 武仙座星系团
武仙座星系團（ Abell 2151）是一個星系團，由大約100個星系組成，在武仙座的方向上，距離大約5億光年。它的成員以螺旋星系為主，並有許多相互影響中的星系。 這個星系團是更大的武仙座超星系團的一部分，而武仙座超星系團又是更巨大的大尺度結構CfA2長城的一部分。

## 外部連結
- 每日一天文圖的武仙座星系團〈中文〉
- 每日一天文圖的武仙座星系團〈英文〉 （页面存档备份，存于）
- 武仙座星系團（英文資料） （页面存档备份，存于） — 阿拉巴馬大學
- 歐洲南方天文台2012年「甚大望遠鏡測量望遠鏡」（VLT測量望遠鏡，VLT Survey Telescope，VST）的觀測 （页面存档备份，存于）